# Beg
Beg (zapis stylizowany wielkimi literami: BEG) – singel izraelskiego piosenkarza i piosenkarki – Omera Adama oraz Netty.

## Tło
Piosenka została napisana i skomponowana przez Omera Adama, Nettę, Dorona Medalie, Avi Ohayona, Avshaloma Ariel i wyprodukowana przez Yinona Yahela i Avshaloma Ariela.

## Odbiór
Krytyk muzyczny Yossi Khersonsky ocenił ten utwór na 3 gwiazdki na 5.
Utwór dostał się na pierwsze miejsca dwóch izraelskich list przebojów.

## Lista utworów
| Digital download / media strumieniowe | Digital download / media strumieniowe | Digital download / media strumieniowe |
| Nr                                    | Tytuł utworu                          | Długość                               |
| ------------------------------------- | ------------------------------------- | ------------------------------------- |
| 1.                                    | „Beg”                                 | 2:55                                  |

## Notowania
| Terytorium | Notowanie    | Pozycja | Źr.                   |
| ---------- | ------------ | ------- | --------------------- |
| Izrael     | Media Forest | 1       | [ potrzebny przypis ] |
| Izrael     | Noise Chart  | 1       | [ potrzebny przypis ] |
| Izrael     | Galgalatz    | 4       | [ potrzebny przypis ] |

## Historia wydania
| Obszar     | Data            | Format                      | Wersja   | Wytwórnia             | Przypis |
| ---------- | --------------- | --------------------------- | -------- | --------------------- | ------- |
| Cały świat | 26 grudnia 2019 | digital download, streaming | oryginał | Tedy Productions, PAI | [ 2 ]   |